# Toby Markham
Toby Markham (Ashford, 12 marzo 1988) è un pilota motociclistico britannico.

## Carriera
Le sue prime partecipazioni a gare motociclistiche internazionali risalgono al campionato Europeo Velocità del 2005, disputato in classe 250 su una Yamaha e concluso in 26ª posizione.
Partecipa allo stesso campionato ancora in due occasioni, nel 2007 e nel 2008, arrivando rispettivamente al 4º posto e al 7º posto.
Per quanto riguarda le gare del motomondiale, esordisce nel 2007, in qualità di wild card nel Gran Premio casalingo, a bordo sempre di una Yamaha. Corre poi otto Gran Premi nel 2009, quattro con una Honda RS250R e quattro con una Aprilia RSW 250 LE, ottenendo in stagione 2 punti e il 27º posto in classifica generale.

## Risultati nel motomondiale
| 2007 | Classe | Moto   |  |  |  |  |  |  |  |    |  |  |    |  |  |  |  |  |  |  | Punti | Pos. |
| ---- | ------ | ------ |  |  |  |  |  |  |  | -- |  |  | -- |  |  |  |  |  |  |  | ----- | ---- |
| 2007 | 250    | Yamaha |  |  |  |  |  |  |  | 17 |  |  | NE |  |  |  |  |  |  |  | 0     |      |

| 2008 | Classe | Moto   |  |  |  |  |  |  |  |    |  |  |    |  |  |  |  |  |  |  | Punti | Pos. |
| ---- | ------ | ------ |  |  |  |  |  |  |  | -- |  |  | -- |  |  |  |  |  |  |  | ----- | ---- |
| 2008 | 250    | Yamaha |  |  |  |  |  |  |  | NP |  |  | NE |  |  |  |  |  |  |  | 0     |      |

| 2009 | Classe | Moto            |  |  |    |    |  |    |     |    |    |    |     |  |     |  |  |  |  |  | Punti | Pos. |
| ---- | ------ | --------------- |  |  | -- | -- |  | -- | --- | -- | -- | -- | --- |  | --- |  |  |  |  |  | ----- | ---- |
| 2009 | 250    | Honda e Aprilia |  |  | NQ | 14 |  | 21 | Rit | NE | 17 | 23 | Rit |  | Rit |  |  |  |  |  | 2     | 27º  |

| Legenda | 1º posto        | 2º posto            | 3º posto            | A punti      | Senza punti        | Grassetto – Pole position Corsivo – Giro più veloce |
| Legenda | Gara non valida | Non qual./Non part. | Ritirato/Non class. | Squalificato | '-' Dato non disp. | Grassetto – Pole position Corsivo – Giro più veloce |